# Hey Marlene
Hey Marlene is een Engelstalige single van de Belgische band Won Ton Ton uit 1988.
De single had twee nummers op de B-kant, met name Is There Anything to Talk About en I Lie and I Cheat.
Het nummer staat op het album Home.

## Meewerkende artiesten
- Producer: Herwig Duchateau
- Muzikanten: Bea Van Der Maat (zang)